# Sifa

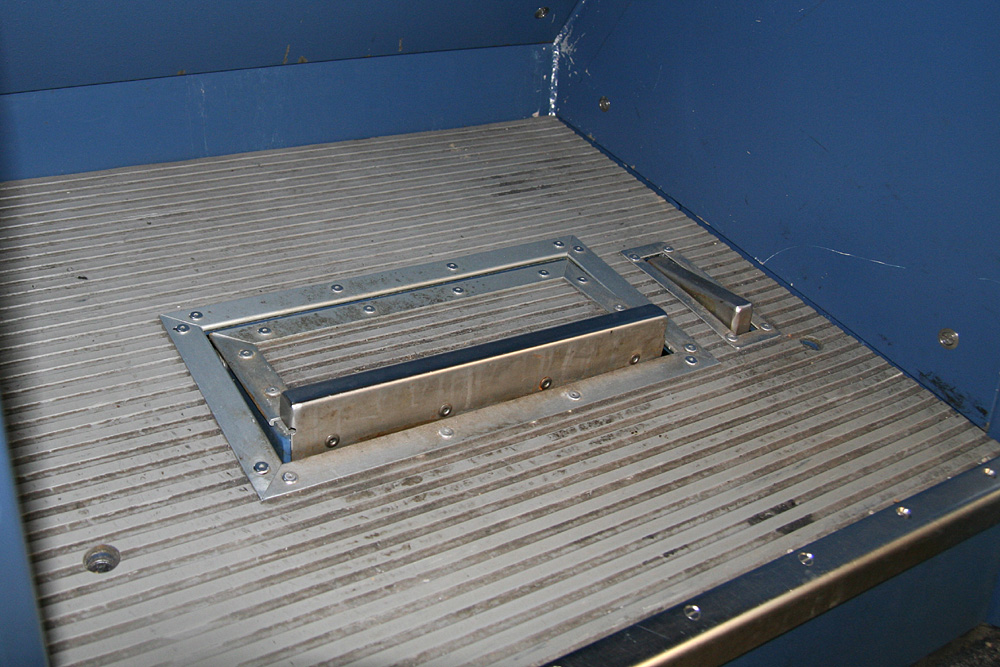
Sifa-pedaal (rechts daarvan de tyfoon)

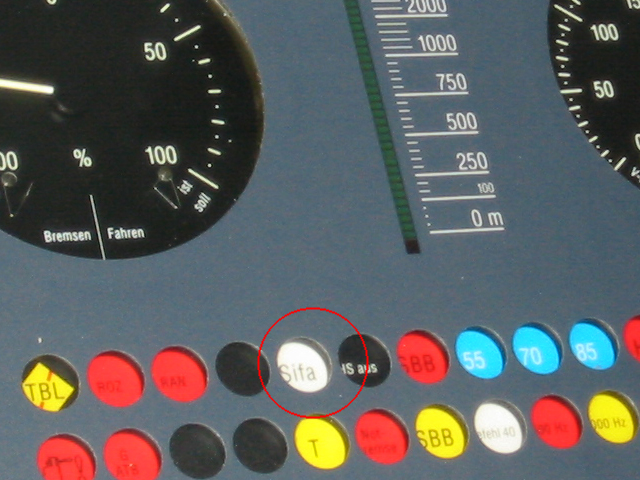
De Sifa-meldlamp in een ICE 3

Sifa, voluit Sicherheitsfahrschaltung, is de Duitse benaming voor een intermitterende dodeman op spoorgebonden tractievoertuigen (treinen, trams, metro's, enz.). 
Het is een systeem dat de waakzaamheid van de machinist controleert en indien nodig een noodremming uitvoert. Hiermee is het een toevoeging op de treinbeïnvloeding. Over het algemeen refereert het begrip Sifa naar de uitvoering van het systeem volgens de Duitse (of Zwitserse) normen. In België heet dit de AWI (Automatische Waakinrichting).

## Werking
Sifa heeft, als intermitterend dodemanssysteem, een pedaal (of een andere bedieningsknop) dat binnen een bepaalde tijd, meestal 30 seconden, kort losgelaten moet worden. Wanneer dit niet gebeurt gaat een meldlamp branden. Wordt er na enkele seconden nog steeds niet gereageerd, dan gaat een zoemer af. Wordt er wederom niet gereageerd, dan wordt er een snelremming ingezet. De tijdsduur waarbinnen gereageerd moet worden kan verschillen.

### Zeit-Zeit-Sifa
Het in Duitsland en Oostenrijk gebruikelijke Zeit-Zeit-Sifa (Nederlands: Tijd-Tijd-Sifa) werkt, zoals de naam al aangeeft, alleen op basis van tijd. Bij het niet bedienen van het pedaal binnen 30 seconden, heeft de machinist na elke waarschuwing (lamp en zoemer) 2,5 seconden om te reageren.

### Zeit-Weg-Sifa

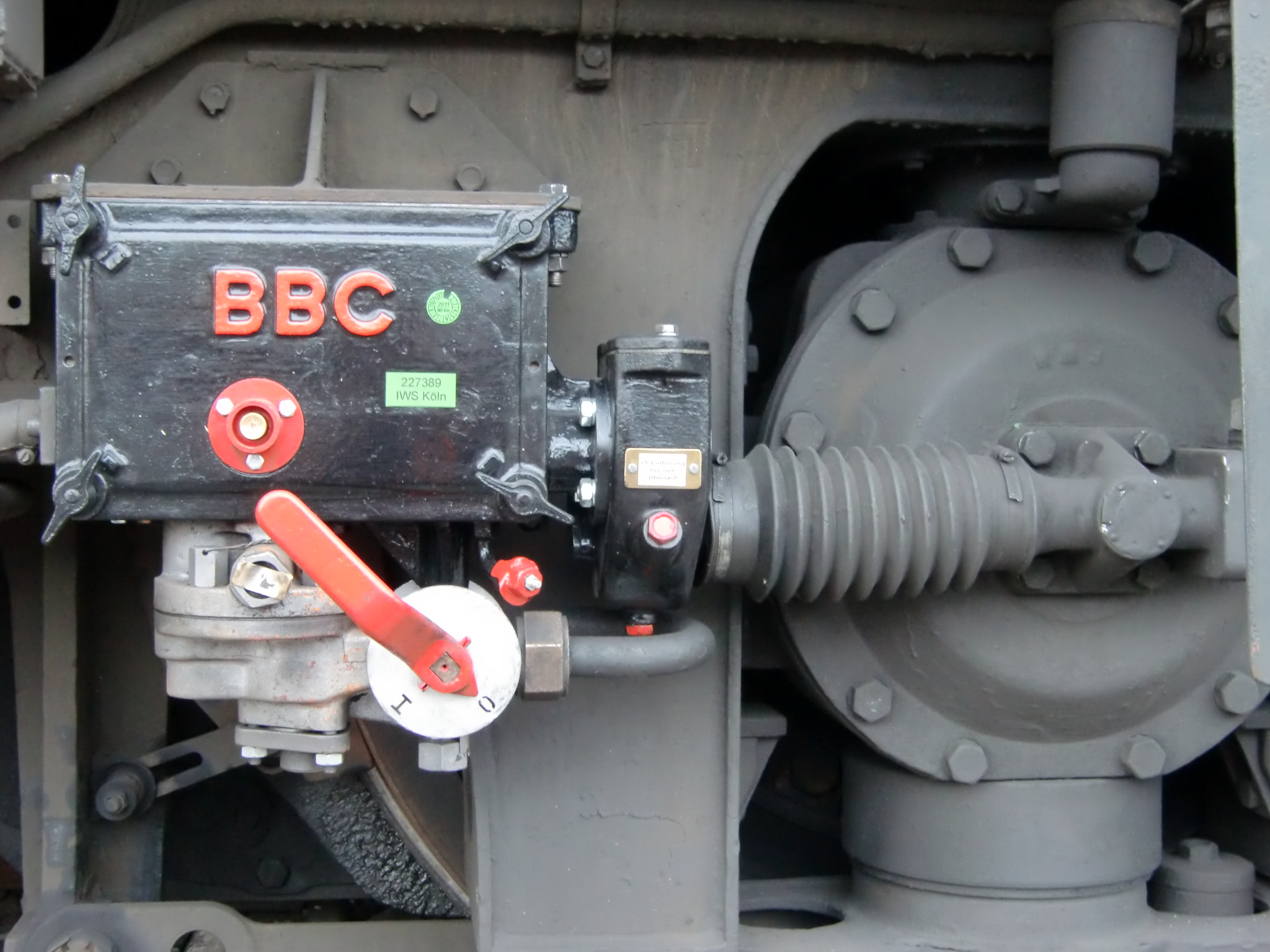
Sifa op een draaistel (Baureihe 110), alwaar deze verbonden is met de as ten behoeve van afstandsmeting

Bij Zeit-Weg-Sifa (Nederlands: Tijd-Afstand-Sifa), zoals vroeger toegepast in Duitsland, heeft de machinist na het niet bedienen van het pedaal binnen de daarvoor gestelde 30 seconden, niet een vastgestelde tijd om te reageren op de waarschuwingen. In plaats daarvan is de reactietijd afhankelijk van de afgelegde afstand, te weten 75 meter. Dat is bijvoorbeeld 2,7 seconden bij 100 km/h.

### Zeit-Weg-Sifa / ASEGA
In Zwitserland kent men een andere vorm van Zeit-Weg-Sifa onder de naam ASEGA. Ook dit is een intermitterende dodeman die afhankelijk is van zowel tijd als afgelegde afstand. Het systeem kent twee vormen van bewaking. De eerste, de zogenaamde schnellgang vereist dat een pedaal wordt ingedrukt. Indien dit wordt losgelaten, dan gaat na een korte tijd een zoemer af. Wordt het pedaal dan niet weer ingedrukt, dan wordt een snelremming ingezet. De tweede vorm van bewaking is de zogenaamde langsamgang. Wanneer de machinist voor langere tijd de besturing van het tractievoertuig niet bedient (tractiehandel/wiel, remmen enz.), dan volgt er een zoemer (ander geluid dan bij schnellgang). Wordt daarop niet gereageerd, door de besturing te bedienen of het pedaal even los te laten, dan volgt eveneens een snelremming.

### Bedieningselementen
De aanwezige bedieningselementen verschillen per systeem en per voertuig.
- Pedaal (meest gebruikelijk)
- Drukknop bij zijraam (zodat de machinist bij vertrek uit het raam kan kijken)
- Drukknop op tractie- of remhendel
- Drukknop op armleuning
- Beugel onder tractiewiel (o.a. bij de SNCF)

In sommige gevallen wordt naast het gebruik van een specifieke knop voor de sifa, ook het gebruik van andere knoppen of handels ter besturing van het tractievoertuig gezien als bediening van de sifa.

## Normen
- In Duitsland worden de eisen beschreven in DIN VDE 0119-207-5.
- In Zwitserland staan de eisen in Ausführungsbestimmung der Eisenbahnverordnung (AB-EBV) Artikel 55.1.
- Voor grensoverschrijdend vervoer staan de eisen geformuleerd in UIC 641